# Burma az 1960. évi nyári olimpiai játékokon
Burma az olaszországi Rómában megrendezett 1960. évi nyári olimpiai játékok egyik részt vevő nemzete volt. Az országot az olimpián 5 sportágban 10 sportoló képviselte, akik érmet nem szereztek.

## Atlétika
Férfi
| Versenyző   | Versenyszám | Döntő     | Döntő    |
| Versenyző   | Versenyszám | Idő       | Helyezés |
| ----------- | ----------- | --------- | -------- |
| Myitung Naw | Maraton     | 2:28:17,0 | 27.      |

## Ökölvívás
| Versenyző   | Versenyszám | Selejtező         | 32-es főtábla              | Nyolcaddöntő                 | Negyeddöntő                         | Elődöntő          | Döntő             | Helyezés |
| Versenyző   | Versenyszám | Ellenfél Eredmény | Ellenfél Eredmény          | Ellenfél Eredmény            | Ellenfél Eredmény                   | Ellenfél Eredmény | Ellenfél Eredmény | Helyezés |
| ----------- | ----------- | ----------------- | -------------------------- | ---------------------------- | ----------------------------------- | ----------------- | ----------------- | -------- |
| Hla Nyunt   | Légsúly     | erőnyerő          | Börje Karvonen (FIN) · 4-1 | Humberto Barrera (USA) · 2-3 | kiesett                             | kiesett           | kiesett           | 9.       |
| Thein Myint | Harmatsúly  | erőnyerő          | Charles Reiff (LUX) · 5-0  | Muhammad Nasir (PAK) · 5-0   | Oleg Grigorjev (URS) · visszalépett | kiesett           | kiesett           | 5.       |
| Than Tun    | Pehelysúly  |                   | William Meyers (RSA) · 0-5 | kiesett                      | kiesett                             | kiesett           | kiesett           | 17.      |

## Súlyemelés
| Versenyző      | Versenyszám | Nyomás   | Nyomás   | Szakítás                 | Szakítás                 | Lökés    | Lökés    | Összesen | Helyezés |
| Versenyző      | Versenyszám | Eredmény | Helyezés | Eredmény                 | Helyezés                 | Eredmény | Helyezés | Összesen | Helyezés |
| -------------- | ----------- | -------- | -------- | ------------------------ | ------------------------ | -------- | -------- | -------- | -------- |
| Tun Maung Kywe | 60 kg       | 100,0    | =7.      | 100,0                    | =7.                      | 127,5    | =10.     | 327,5    | 7.       |
| Nil Tun Maung  | 67,5 kg     | 117,5    | =2.      | érvényes kísérlet nélkül | érvényes kísérlet nélkül | kiesett  | kiesett  | kiesett  | kiesett  |

## Úszás
Férfi
| Versenyző    | Versenyszám  | Előfutam | Előfutam | Előfutam | Döntő   | Döntő    |
| Versenyző    | Versenyszám  | Idő      | Hely.    | Össz.    | Idő     | Helyezés |
| ------------ | ------------ | -------- | -------- | -------- | ------- | -------- |
| Tin Maung Ni | 1500 m gyors | 19:09,8  | 5.       | 20.      | kiesett | kiesett  |

## Vitorlázás
Nyílt
| Versenyző                  | Versenyszám     | Futam | Futam | Futam | Futam | Futam | Futam | Futam | Pontszám | Helyezés |
| Versenyző                  | Versenyszám     | 1     | 2     | 3     | 4     | 5     | 6     | 7     | Pontszám | Helyezés |
| -------------------------- | --------------- | ----- | ----- | ----- | ----- | ----- | ----- | ----- | -------- | -------- |
| Maung Maung Lwin           | Finn dingi      | 214   | 283   | 168   | (114) | 154   | 168   | 469   | 1456     | 30.      |
| Gyi Khin Pe Chow Park Wing | Repülő hollandi | 161   | 161   | 130   | 161   | 212   | (0)   | 145   | 970      | 29.      |